# Леманн, Инге
Инге Леманн (дат. Inge Lehmann; 13 мая 1888, Копенгаген — 21 февраля 1993, Копенгаген) — датский геофизик, сейсмолог, преподаватель Королевского общества в Лондоне. В 1936 году открыла внутреннее ядро Земли, на основе изучения распространения сейсмических волн от землетрясений в южной части Тихого океана.

## Биография
Инге Леманн родилась и выросла в Копенгагене. Дочь экспериментального психолога Альфреда Леманна (1858—1921). Получила школьное образование в средней школе, которую возглавляла Ханна Адлер (тётя Нильса Бора). По словам Инге Леманн, её отец и Ханна Адлер были двумя людьми, оказавшими наиболее существенное влияние на развитие её интеллектуальных способностей. После окончания школы она училась, с некоторыми перерывами из-за плохого здоровья, математике в университетах Копенгагена и Кембриджа и, проработав несколько лет в страховой отрасли, в 1925 году стала помощником геодезиста Нильса Эрика Норлунда. В 1928 году она сдала экзамены по геодезии и стала инспектором и начальником отдела сейсмологии геодезического института Дании, возглавляемого Эриком Норлундом.
В статье, озаглавленной необычным заглавием «P», она впервые представила собственную интерпретацию сейсмических волн типа P и показала, что у Земли есть внутреннее ядро. Это толкование было принято в течение двух-трех лет другими сейсмологами (Бено Гутенберг, Чарльз Фрэнсис Рихтер и Гарольд Джеффрис). Вторая мировая война и оккупация Дании немецкими войсками затрудняли Леманн выполнение дальнейших научных исследований.
В последние годы до её выхода на пенсию в 1953 году отношения между ней и другими членами сообщества геодезического института ухудшились, вероятно, потому что она была нетерпима по отношению к своим коллегам.
После 1953 года Инге Леманн переехала в США и в течение нескольких лет работала с Морисом Юингом и Франком Прессом. Там она проводила исследования земной коры и верхней мантии. В этой работе она открыла так называемый сейсмический разрыв, который лежал на глубине от 190 до 250 км и был назван «Граница Леманн».
Похоронена на Хёрсхольмском кладбище.

## Награды и звания
Инге Леманн получила множество наград за свои выдающиеся научные достижения. Кроме того, ей были присуждены степени почётного доктора Колумбийского университета в Нью-Йорке в 1964 и почётного доктора Копенгагенского университета в 1968 году, а также она стала членом многочисленных учёных обществ.
В 1997 Американский геофизический союз установил медаль в честь Инге Леманн «за выдающийся вклад в понимание структуры, состава и динамики земной мантии и ядра».